# Laila Boström
Laila Yvonne Boström, gift Larsson, född 1 juli 1945 i Bjärtrå församling i Västernorrlands län, är en svensk före detta friidrottare (långdistanslöpning). Hon tävlade för klubben IFK Norrköping.